# Castanheiro do Sul
Castanheiro do Sul ist eine Gemeinde (Freguesia) im portugiesischen Kreis São João da Pesqueira. In ihr leben 382 Einwohner (Stand 19. April 2021).